# Myolipom
Ein Myolipom (synonym auch extrauterines Lipoleiomyom) ist ein seltener gutartiger Tumor, der aus reifem Fettgewebe sowie glatter Muskulatur in unterschiedlichem Verhältnis zusammensetzt ist. Häufig handelt es sich um große Tumoren, die bevorzugt im Bereich des Beckens und Abdomens auftreten. Sie zeigen keine Tendenz zur malignen Entartung und rezidivieren nach vollständiger Entfernung nicht.

## Epidemiologie
Myolipome sind sehr seltene Tumoren, die häufiger bei Frauen beobachtet werden (2 : 1).

## Pathologie
Makroskopisch erscheinen Myolipome als teilweise oder vollständig gekapselte gelbliche Tumoren mit Strängen oder Knötchen hellbräunlichen, fibrillär oder wirbelartig texturierten Gewebes. Im tiefen Weichgewebe liegt die Tumorgröße in der Regel zwischen 10 und 25 cm, kleinere Läsionen werden üblicherweise in der Unterhaut beobachtet.

Histologisch zeigt sich ein aus reifem Fettgewebe und glatter Muskulatur aufgebauter Tumor, wobei die muskuläre Komponente gewöhnlich im Verhältnis 2 : 1 dominiert. Die glatte Muskulatur ist dabei häufig gleichmäßig über die Läsion verteilt und in kurzen Faszikeln organisiert, was zu einem siebartigen Gewebsmuster führen kann. Die Muskelzellen zeigen ein tief eosinophiles, fibrilläres Zytoplasma. Atypien oder eine nennenswerte mitotische Aktivität werden hier wie auch in der Fettgewebskomponente nicht beobachtet. Letztere zeigt bisweilen Fibrosierungserscheinungen sowie entzündliche Veränderungen.

### Immunhistochemie
Die glattmuskuläre Komponente des Myolipoms zeigt eine diffuse und starke Positivität für glattmuskuläres Aktin und Desmin. Eine Expression von Östrogen- und Progesteronrezeptor ist beschrieben worden. Der melanozytische Marker HMB45, der beim differenzialdiagnostisch in Frage kommenden Angiomyolipom exprimiert wird, ist negativ.

## Diagnose
Die Diagnose erfolgt nach Gewinnung einer Gewebeprobe (Inzisionsbiopsie, Exzisionsbiopsie, Feinnadelpunktion) durch eine histologische Untersuchung. Präoperativ kommen bildgebende Verfahren (Sonographie, Computertomographie, Magnetresonanztomographie) zum Einsatz.

### Differentialdiagnose
Vom Pathologen auszuschließen ist vor allem das Angiomyolipom, das feingeweblich zusätzlich dickwandige Gefäßstrukturen zeigt. Klinisch wichtig ist die Unterscheidung vom hochdifferenzierten Liposarkom mit heterologer glattmuskulärer Komponente.

### Genetik
Alterationen des HMGA2-Gens sind beim Myolipom beschrieben worden.

## Therapie
Therapie der Wahl ist die chirurgische Entfernung des Tumors.

## Prognose
Es handelt sich um eine gutartige Läsion, die weder eine Entartungstendenz zeigt noch nach vollständiger chirurgischer Entfernung rezidiviert.